# Onthophagus quadrinotatus
Onthophagus quadrinodus é uma espécie de inseto do género Onthophagus, família Scarabaeidae, ordem Coleoptera.
Foi descrita cientificamente por Reitter em 1896.